# Filchner-Station
Koordinaten: 77° 6′ S, 50° 24′ W
Die Filchner-Station war eine deutsche Forschungsstation in der Antarktis. Sie wurde 1982 auf dem Filchner-Ronne-Schelfeis im südlichen Weddellmeer errichtet. Benannt wurde die Station nach dem Geografen und Forschungsreisenden Wilhelm Filchner (1877–1957).
1998 löste sich von dem Schelfeis der mehrere tausend Quadratkilometer große Eisberg A-38, auf dem auch die zu diesem Zeitpunkt unbesetzte Station stand. In einer Bergungsaktion im Februar 1999 konnte die gesamte Station abgebaut und mit Hilfe der Polarstern an Land transportiert werden. Die Wohncontainer boten Platz für zwölf Wissenschaftler und Techniker, wegen des Schneefalls standen diese auf Stützen, die alle zwei bis drei Jahre um etwa einen Meter angehoben werden mussten. Auch die Position der Station änderte sich stetig, ihr Nordostdrift betrug etwa 1000 Meter im Jahr.
Die Filchner-Station diente als Basis für glaziologische und geophysikalische Untersuchungen auf dem Schelfeis (Filchner-Ronne-Schelfeis-Programm (FRISP)). Sie war nur während des antarktischen Sommers besetzt und wurde vom Alfred-Wegener-Institut geleitet. Dabei sollten vor allem die Fließeigenschaften im Schelfeis, der atmosphärische Stoffeintrag in das Eis sowie die Interaktionen des Eises mit dem Ozean untersucht werden. Seit 1990 stand außerdem eine automatische Wetterstation in der Nähe der Station, von der permanent Daten zum Luftdruck, Temperatur, Windgeschwindigkeit und der Windrichtung in ein internationales Wetterdatennetz eingespeist wurden.
Die Container der Filchner-Station wurden nach ihrer Modernisierung im Inneren Antarktikas erneut eingesetzt. Aus ihnen entstand die Kohnen-Station, die seit 2001 auf 75° 00' S, 00° 04' O in 2892 Metern Höhe steht. Auf Kohnen wird ein europäisches Tiefeisbohrprojekt durchgeführt, das der Rekonstruktion des Klimas des Atlantischen Sektors der Antarktis in den letzten 130.000 Jahren dient.